# Berecz Kálmán (politológus)
Berecz Kálmán (Tardoskedd, 1907. június 25. – Budapest, 1983. március 19.) politológus, publicista, jogász.

## Élete
A gimnáziumot Budapesten és Érsekújvárott, jogi egyetemi tanulmányait 1926-1931 között Pozsonyban végezte. Alapító és vezető tagja volt a Sarló mozgalomnak. 1931-től ügyvédjelölt, majd ügyvéd. Jogászi pályáját Érsekújvárott közigazgatási tisztviselőként kezdte. A Szlovenszkói Magyar Kultúregyesület helyi szervezetének titkáraként szabadegyetem jellegű előadássorozatokat szervezett. Az első bécsi döntés utáni években az Érsekújvár és Vidéke című lapban síkraszállt a magyarországi szlovák lakosság nyelvi jogaiért, ezért hajszát indítottak ellene. A nyilas hatalomátvétel után elfogták, de sikerült megszöknie.
Tagja volt a Csehszlovákiai Magyar Tudományos, Irodalmi és Művészeti Társaságnak, a CSMKT-nek, illetve a Csehszlovákiai Magyar Akadémikusok Szövetségének választmányi tagja, majd titkára volt. A Magyar Kisebbségi Társaság tagja. Egyik szervezője a kulturális egyesületek baloldali összefogását szorgalmazó Tavaszi Parlamentnek. 1945 után Magyarországon élt, 1946-tól Budapesten. A csehszlovák–magyar lakosságcsere végrehajtása idején a magyar kormány meghatalmazottjaként dolgozott 1948-ig. 1948-tól vállalati jogi előadó, majd 1949–1972 között vállalati jogtanácsos volt Budapesten. 1972-ben nyugalomba vonult.
1938 előtt főleg kisebbségpolitikai kérdésekkel foglalkozott. Főként a munkásmozgalom és a kisebbségi politika kérdéseivel foglalkozott. Mozgalmi kérdéseket tárgyaló írásai a Jövőben és a Magyar Diákszemlében, kisebbségpolitikai cikkei az Érsekújvár és Vidéke, a Magyar Írás, az Új Szellem és az erdélyi Magyar Kisebbség című lapokban jelentek meg.

## Művei
- 1931 A nemzetiségi kérdés irodalma. Magyar Kisebbség 1931, 143-147.
- 1931 Az észtországi nemzeti kisebbségek kultúrautonómiája. MiL 1931/12
- 1931 A kisebbségi kérdés. A kisebbségi magyar ifjúság röpirata a Csehszlovákiai Magyar Tudományos, Irodalmi és Művészeti Társaság megalakulása alkalmából.
- 1932 A kisebbségi kérdés megoldása. A Sarló jegyében. Pozsony.
- 1934 A kisebbségi nyelvhasználat joga az európai államokban. Magyar Kisebbség 1934/7
- 1937 A kisebbségi kérdés mai állása. Kisebbségi problémák, Léva.
- 1938 Megvalósítható-e a svájci példa? Új Szellem 1938/3.
- 1978 Ez volt a Sarló. Budapest. (társszerző)